# Ma-dong
Ma-dong (koreanska: 마동)  är en stadsdel i staden Iksan i provinsen Norra Jeolla i den centrala delen av Sydkorea, 180 km söder om huvudstaden Seoul.